# Квинт Сервилий Фидена (трибун 382 пр.н.е.)
Вижте пояснителната страница за други личности с името Квинт Сервилий Фидена.
Квинт Сервилий Фидена (на латински: Quintus Servilius Q.f. Fidenas; * ок. 420 пр.н.е.; † сл. 369 пр.н.е.) е политик на Римската република през 4 век пр.н.е.
Произлиза от фамилията Сервилии, клон Фидена. Роднина е, вероятно син на Квинт Сервилий Приск или на Квинт Сервилий Структ Приск Фидена. Брат е на Квинт Сервилий Фидена (консулски военен трибун 402, 398, 395, 390, 388 и 386 пр.н.е. и interrex 397 пр.н.е.).
През 382 пр.н.е., 378 пр.н.е. и 369 пр.н.е. Квинт Сервилий Фидена е консулски военен трибун.